# Barnabas Imenger Shikaan
Barnabas Imenger Shikaan (15 maggio 1971 – Abuja, 22 marzo 2021) è stato un calciatore nigeriano, di ruolo centrocampista.

## Biografia
Anche suo figlio Barnabas Imenger è calciatore.

## Carriera
Ha giocato una partita nella Confederations Cup 1995.

## Palmarès

### Club

#### Competizioni nazionali
- Campionato nigeriano: 1

Lobi Stars: 1999